# Pouilly-sous-Charlieu
Pouilly-sous-Charlieu ist eine französische Gemeinde mit 2.584 Einwohnern (Stand: 1. Januar 2022) im Département Loire in der Region Auvergne-Rhône-Alpes. Die Gemeinde gehört zum Arrondissement Roanne und zum Kanton Charlieu.

## Geographie
Pouilly-sous-Charlieu wird im Norden vom Fluss Sornin begrenzt, der in der nordwestlichen Ecke der Gemeinde in die Loire fließt, welche die westliche Gemeindegrenze bildet. Das südliche Gemeindegebiet wird vom Fluss Jarnossin durchquert. Umgeben wird Pouilly-sous-Charlieu von den Nachbargemeinden Saint-Nizier-sous-Charlieu im Norden, Charlieu im Nordosten, Chandon im Osten, Saint-Hilaire-sous-Charlieu und Nandax im Südosten, Vougy im Süden sowie Briennon im Westen.

## Bevölkerungsentwicklung
| Jahr                       | 1962 | 1968 | 1975 | 1982 | 1990 | 1999 | 2006 | 2017 |
| Einwohner                  | 2296 | 2529 | 2681 | 2973 | 2834 | 2720 | 2659 | 2471 |
| Quellen: Cassini und INSEE |      |      |      |      |      |      |      |      |

## Gemeindepartnerschaften
Mit der italienischen Gemeinde Candiolo in der Provinz Turin (Piemont) besteht seit 2007 eine Partnerschaft.

## Weblinks

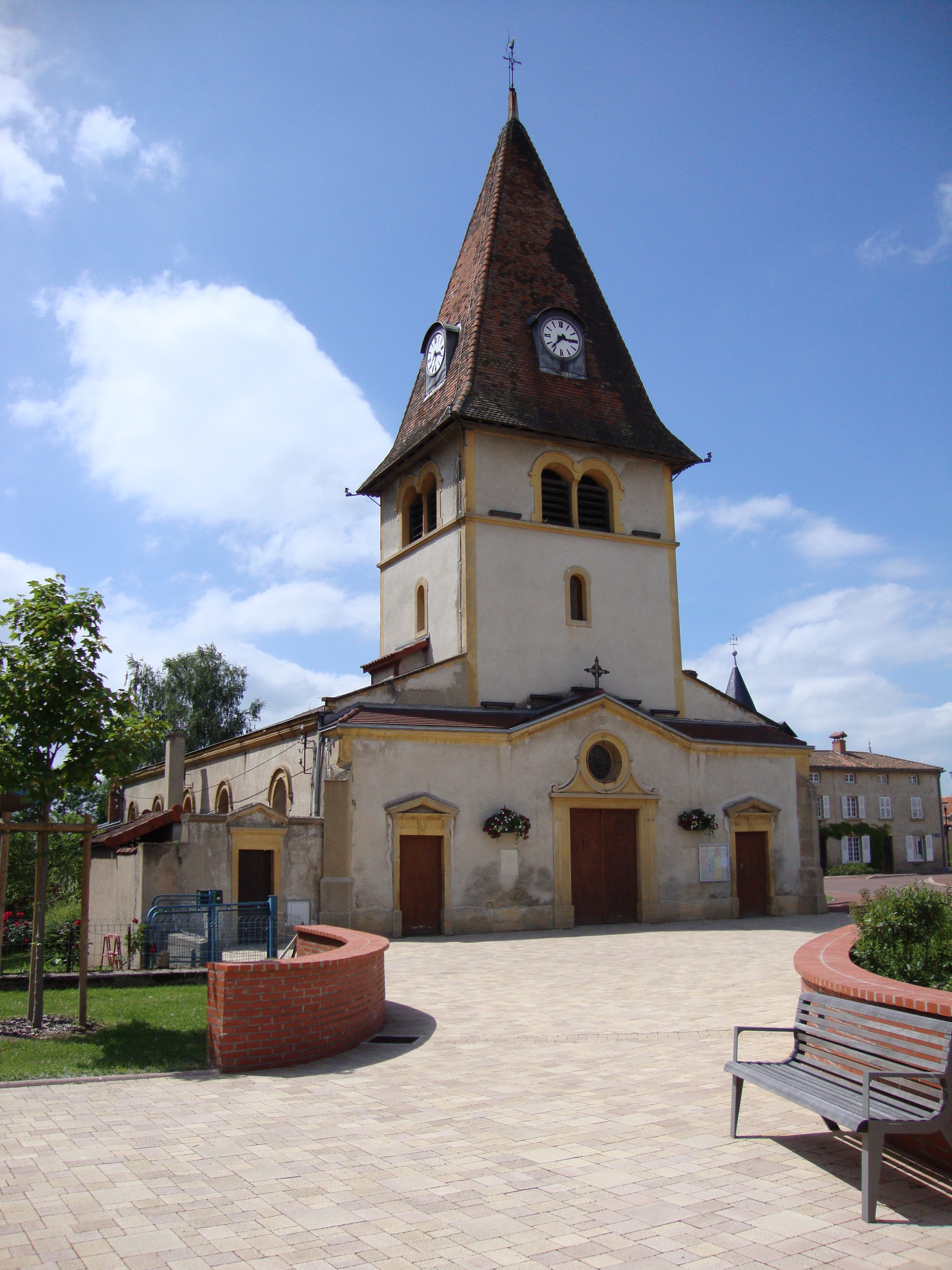
Kirche Saint-Pierre

## Sehenswürdigkeiten
- Kirche Saint-Pierre